# Súria
Súria là một đô thị trong comarca Bages, tỉnh Barcelona, Catalonia, Tây Ban Nha.
Vista general de Suria

Localización de Súria en el Bages

## Biến động dân số
| 1900 | 1930 | 1950 | 1970 | 1986 | 2007 |
| ---- | ---- | ---- | ---- | ---- | ---- |
| 1941 | 3975 | 4378 | 6869 | 6684 | 6369 |